# Rhynchospora barrosiana
Rhynchospora barrosiana là loài thực vật có hoa trong họ Cói. Loài này được Guagl. miêu tả khoa học đầu tiên năm 1979.